# 韓冉
韓冉（？年—？年），任漢中王劉備屬下軍謀掾之職，曹操病死後曾被劉備派去弔喪。

## 生平
韓冉為蜀漢前期軍謀掾，建安二十五年（220年）曹操病逝，劉備遣韓冉前去弔喪。《魏書》稱曹操次子曹丕厭惡劉備為人令荊州刺史殺死韓冉。《典略》則稱韓冉抵達上庸不久稱病停留於此，新城太守孟達將其信送交給曹丕，正逢曹丕篡漢，魏文帝曹丕用正式官方文書回答韓冉，韓冉歸蜀後不久劉備即稱帝。